# François Labat
Pour les articles homonymes, voir Labat.
Pas d'image ? Cliquez ici

a Compétitions nationales et continentales officielles uniquement.

Dernière mise à jour le 18 janvier 2025.
François Labat, né le 30 septembre 1960, est un joueur de rugby français de 1,88 m pour 100 kg, jouant au poste de troisième ligne centre.

## Biographie
François Labat remporte en 1990-1991 le titre de champion de France avec Bordeaux-Bègles, face au Stade toulousain. Il avait la particularité d'assurer un rôle de buteur, fait très rare pour un joueur des lignes avant. Sa puissance lui permettait de réussir souvent des pénalités de cinquante mètres ou plus.
Il participe à deux tournées des Barbarians Français : 1988 (Irlande) et 1990 (Nouvelle-Zélande). Le 22 mai 1988, il joue son premier match avec les Barbarians français contre l'Irlande à La Rochelle. Ce match célèbre le jubilé de Jean-Pierre Elissalde, les Baa-Baas l'emportent 41 à 26.

## Palmarès
- Championnat de France de première division :
  - Champion (1) : 1991
- Challenge Yves du Manoir :
  - Finaliste (2) : 1991 et 1995